# STK30
STK30は、日本の女性3人組のグループ。メンバー全員が宝塚歌劇団出身。それぞれに女優として活躍する傍ら、時折メンバーが集まり公演を行う。

## 概要
宝塚歌劇団出身の3人が、「昭和（S）宝塚（T）歌劇（K）S30年代生まれ（３０）」の名にふさわしく歌劇の華やかさの中に50代女性としての哀愁を匂わせながら、半ば自虐的なパフォーマンスを行うユニット。テーマは「むかし妖精、いま妖怪」「花も嵐も踏み越えた５０代」「加齢を華麗に」。
宝塚歌劇100周年の節目である2014年を境に、新聞・雑誌やテレビなどを通じて、歌劇ファン以外にもその名を知られるようになった。

### グループ名
- AKB48にあやかって、ローマ字3文字＋数字2文字で付けられた。
  - しかし、読み方は「えすてぃけい"さーてぃ"」ではなく「えすてぃけい"さんじゅう"」である。
- 前述のとおり、全員の共通点である「昭和宝塚歌劇、S30年代生まれ」が由来であるが、ライブでは「さんざ（S） てこずって（T） 困った（K） 退団後30年間（30）」とも自虐的に語る。
  - なお、姫路公演では当日配布のプログラムにて「スミレの園の（S） 慎ましく（T） 可憐な（K） 三人の（3） 乙女たち（0）」と呼ばれたが、これも自虐的なオチで笑いに変えた。

## メンバー
- 未央一（みお はじめ、愛称：ウル、元宝塚歌劇団星組 60期生）
  - 男役（脇役）、特技はモノマネ。
- あづみれいか（あづみ れいか、愛称：プッチ、元宝塚歌劇団星組 63期生）
  - 男役。
- 春風ひとみ（はるかぜ ひとみ、愛称：ヒトミ・ハル、元宝塚歌劇団月組 65期生）
  - 娘役（女役）。

### 役割分担
- 三人全員が宝塚退団後もずっと第一線で活躍する現役女優であることから、歌・芝居は三者三様に芸達者であり客席の反応を敏感に捉えながらステージを自在に転がすことができる。
  - 男役2人、女役1人という構成であることから、各人のソロ歌はもちろん、男役同士の掛け合いや男女の掛け合いから昭和宝塚歌劇のゴールデン・トライアングル（女を取り合う男2人…など）まで、幅広い演目を歌い演じることができる。
- 笑いに関しては、最上級生である未央がボケを担当し、下級生の二人が半ば呆れながらツッコミを入れるスタイルが基本である。
  - しかし、下級生のどちらかがボケ（故意でないボケも含む）て、未央がツッコみ、残る下級生がなだめることも多い。変幻自在の「妖怪」らしいスタイルである。

## ライブ・コンサート

### 概要
- 宝塚歌劇出身者らしい華やかなステージングを基本に据えながらも、どことなく昭和の垢抜けない雰囲気と50代の哀愁を織り込まれた、独特のスタイル。
- 中でも、クラシック曲のメドレーに載せた「替え歌メドレー」は音楽学校時代篇・現役時代篇・女優（宝塚退団後）篇と三作が発表されており、それぞれに自虐的なストーリーで観客の笑いを誘う目玉演目となっている。

### 主な公演

#### 第１０回 帰ってきたタカラジェンヌ
- 2012年10月7日・8日：逸翁美術館マグノリアホール（大阪府池田市）[4]
- 宝塚歌劇卒業生のコンサート企画の中の１つ。
- このライブにおいてSTK30が結成された。

#### 第１５回 帰ってきたタカラジェンヌ
- 2013年4月28日・29日：逸翁美術館マグノリアホール（大阪府池田市）[5]
- 上記の公演が好評につき、内容を一部変更しながら再演された。

#### 帰ってきたタカラジェンヌ in Tokyo
- 2013年5月1日：ムジカーザ（東京都渋谷区代々木）
- 関東のファンからの要望で、東京公演が行われた。

#### 懐かしのタカラジェンヌ
- 公演特設サイトあり[6]
- 2013年6月16日・17日：ルブラン・エスポワール（兵庫県姫路市）
- 初日はコンサート形式の２回公演、２日目はランチショー形式の１回公演。

#### 懐かしのタカラジェンヌ２
- 2013年10月5日：SILVIA（兵庫県宝塚市）
- 榛名由梨プロデュースにて、歌劇の故郷・宝塚にて行われた。

#### 年忘れコンサート・懐かしのタカラジェンヌ
- 2013年12月26日：ワード資生堂（東京都中央区銀座）

#### STK30 コンサート in 有馬温泉
- 2014年8月24日：有馬ビューホテルうらら（兵庫県神戸市）
- 榛名由梨プロデュースにて行われた。

#### STK30 クリスマスランチ＆ディナーショー
- 2014年12月25日：ラ・ドンナ原宿（東京都渋谷区原宿）

#### STK30 ランチ＆ディナーショー
- 2015年1月16日：ホテル_ラ・スイート神戸ハーバーランド（兵庫県神戸市）
- 阪神・淡路大震災から20年を記念したチャリティイベントとして開催された。

#### STK30 アンコール公演
- 2015年1月29日：ホテル_ラ・スイート神戸ハーバーランド（兵庫県神戸市）
- 先のランチ＆ディナーショーが好評のため、追加公演が行われた。
- 当日は、FNNスーパーニュースアンカーの取材が入った。

#### STK30 コンサート 懐かしのタカラジェンヌwithうたごえがかり
- 2015年7月8日：杜のホールはしもと（神奈川県相模原市）
- 昼・夕方の二回公演を開催。
- 元宝塚歌劇団（霧島仟）が所属する「うたごえがかり」と共演した。

#### STK30 コンサート 懐かしのタカラジェンヌwith榛名由梨
- 2015年8月1日：淡路市立サンシャインホール（兵庫県淡路市）
- 元宝塚歌劇団トップスター榛名由梨との共演。
- 劇場サイト・イベントページ[7]